# Дане Мајсторовић
Данило Дане Мајсторовић — Дацина (Подудбина, код Коренице, 15. април 1922 — између Маглића и Волујка, 20. август 1944), учесник Народноослободилачке борбе и народни херој Југославије.

## Биографија
Рођен је 15. априла 1922. године у селу Подудбина, код Коренице, у сиромашној земљорадничкој породици. Радио је у Београду као физички радник, све до Априлског рата 1941. године. 
Учесник Народноослободилачке борбе је од 1941. године. По повратку у родни крај, ступио је у Јошанску партизанску чету. Средином јуна 1942, са групом бораца је упућен у Ударни батаљон Штаба Групе НОП одреда за Лику. Ударни батаљон је средином августа ушао у састав Друге личке бригаде.
У јесен 1942. године, примљен је за члана Комунистичке партије Југославије (КПЈ) и постављен за политичког делагата вода у Другој чети Ударног батаљона. Тада је Друга личка бригада ушла у састав Шесте личке дивизије. Исцрпљен од честих борби и слабе исхране, маја 1944, упућен је у болницу на Јандрином поду недалеко од Дрвара. Током десанта на Дрвар, отишао је из болнице и придружио се борцима Треће личке бригаде у борби против Немаца. После тога се вратио у Ударни батаљон.
Смртно је био рањен 16. августа 1944, у борби против Немаца приликом обезбеђивања пролаза Шестој личкој пролетерској дивизији преко Сутјеске. Умро је 20. августа и сахрањен је између Маглића и Волујка.
Указом Президијума Народне скупштине Федеративне Народне Републике Југославије, 20. децембра 1951. године, проглашен је за народног хероја Југославије.